# John Keble
 (juin 2018).
Si vous disposez d'ouvrages ou d'articles de référence ou si vous connaissez des sites web de qualité traitant du thème abordé ici, merci de compléter l'article en donnant les références utiles à sa vérifiabilité et en les liant à la section « Notes et références ».
John Keble, né le 25 avril 1792 à Fairford (Gloucestershire, Grande-Bretagne) et mort le 29 mars 1866 à Bornemouth, est un ecclésiastique britannique, poète et théologien, figure majeure du Mouvement d'Oxford.

## Un poète anglican
John Keble est le fils du Révérend John Keble, vicaire de Coln St. Aldwyns. Il étudie à Corpus Christi College (Oxford), et, après des études brillantes, il enseigne à Oriel College, et est pendant plusieurs années tuteur et examinateur de l’Université d'Oxford. Il y est ordonné prêtre anglican, et assiste d’abord son père dans sa cure, avant d’obtenir celle d’Eastleach.
Entre-temps, il écrit The Christian Year, recueil de poèmes publié anonymement en 1827, qui reçoit un accueil extrêmement favorable. L’identité de son auteur est vite connue, et, en 1831, John Keble reçoit la chaire de poésie de l’Université d'Oxford, qu’il conserve jusqu’en 1841. Selon Michael Wheeler, The Christian Year est l’ « œuvre versifiée la plus populaire du XIXe siècle ». Dans son essai Tractarian Aesthetics and the Romantic Tradition, Gregory Goodwin affirme même que The Christian Year est « la plus grande contribution de John Keble au Mouvement d’Oxford et à la littérature anglaise ». A l’appui de sa thèse, Goodwin montre que 95 éditions de cet ouvrage de piété furent imprimées du vivant de Keble, et qu’un an après son décès, ce nombre s’élevait à 109. En 1873, lorsque le copyright est levé, plus de 375 000 copies en ont été vendues en Grande-Bretagne, et 158 éditions publiées. Mais en dépit de cette large diffusion chez les lecteurs de l’ère victorienne, la popularité de l’œuvre de Keble décline rapidement au XXe siècle.
Selon John Cousins, dans A Short Biographical Dictionary of English Literature (1910) :
« La dimension littéraire de Keble est principalement liée à The Christian Year, dont le but était, selon son auteur, d’unir les pensées et les sentiments du lecteur à celles du Prayer Book. Les poèmes, bien qu’inégaux, sont en règle générale caractérisés par un vrai sens poétique, raffinés, et d’une langue d’une grande qualité. Le livre est devenu un classique de la littérature religieuse, bien que ses lecteurs soient souvent éloignés de la pensée religieuse de son auteur, et du courant de pensée auquel il appartenait. Keble fut d’un des hommes les plus saints et généreux qu’ait connus l’Église anglicane. Bien que timide et discret, il exerça une immense influence sur sa génération. »

## John Keble et le Mouvement d’Oxford
En 1833, son célèbre sermon sur l’« apostasie nationale » (National apostasy), donne le coup d’envoi du Mouvement d’Oxford. Aux côtés de ses pairs, notamment John Henry Newman et Edward Bouverie Pusey, il est une figure éminente du Mouvement, mais ne suit pas Newman lorsque celui-ci se convertit au catholicisme.
En 1835, il s’installe avec sa famille à Hursley (Hampshire), où il demeure jusqu’à la fin de sa vie. Il y exerce une influence profonde sur une voisine, l’auteur Charlotte Mary Yonge.
En 1846, il publie un deuxième recueil de poèmes, Lyra Innocentium. Ses autres œuvres sont une Life of Thomas Wilson, Bishop of Sodor and Man, et une édition des Works of Hooker. En outre, après sa mort parurent les Letters of Spiritual Counsel, et 12 volumes de sermons.
Deux biographies de Keble ont été écrites, par J. D. Coleridge en 1869, et par W. Lock en 1895. En 1963, Georgina Battiscombe écrit une biographie intitulée John Keble: a study in limitations.
Keble College, un collège de l’Université d’Oxford, est nommé en l’honneur de John Keble.